# Bothrinia binghami
Bothrinia binghami är en fjärilsart som beskrevs av Chapman. Bothrinia binghami ingår i släktet Bothrinia och familjen juvelvingar. Inga underarter finns listade i Catalogue of Life.